# Pteraspis
Genre
Pteraspis est un genre fossile de poissons agnathes qui vivaient lors du Dévonien dans ce qui est maintenant la Grande-Bretagne et la Belgique.

## Description
Comme chez d'autres poissons hétérostracés, une plaque protectrice couvrait l'avant de son corps. Bien qu'il n'avait comme ailettes que sa queue lobée, on pense que c'était un bon nageur grâce aux protubérances rigides en forme d'ailes issues des plaques d'armure couvrant ses branchies. Cela, en plus de son rostre en forme de corne, rendait Pteraspis très hydrodynamique. Pteraspis possédait également des épines dures sur son dos, sans doute une forme de protection supplémentaire contre les prédateurs.
Pteraspis pouvait atteindre une longueur de 25 cm.

## Mode de vie
Pteraspis se nourrissait probablement de bancs de plancton juste en dessous de la surface de l'océan et on le trouve en association avec d'autres fossiles marins,.

## Liste des espèces
Selon GBIF (14 décembre 2023) :
- † Pteraspis crouchi Lankester, 1865
- † Pteraspis dunensis Roemer, 1854
- † Pteraspis rostrata (Agassiz, 1835)

## Galerie

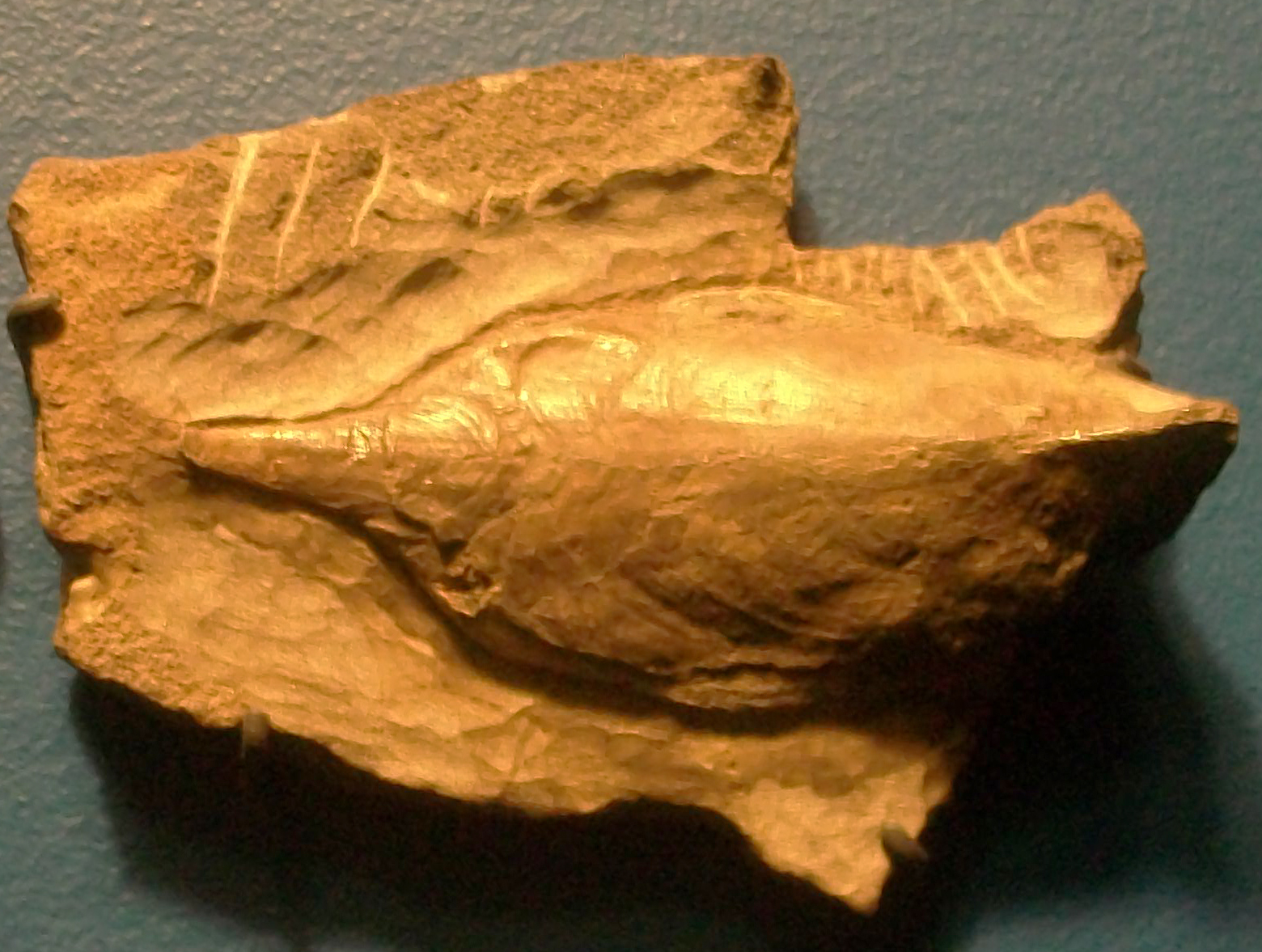
Fossile de Pteraspis crouchi au Musée Field de Chicago.
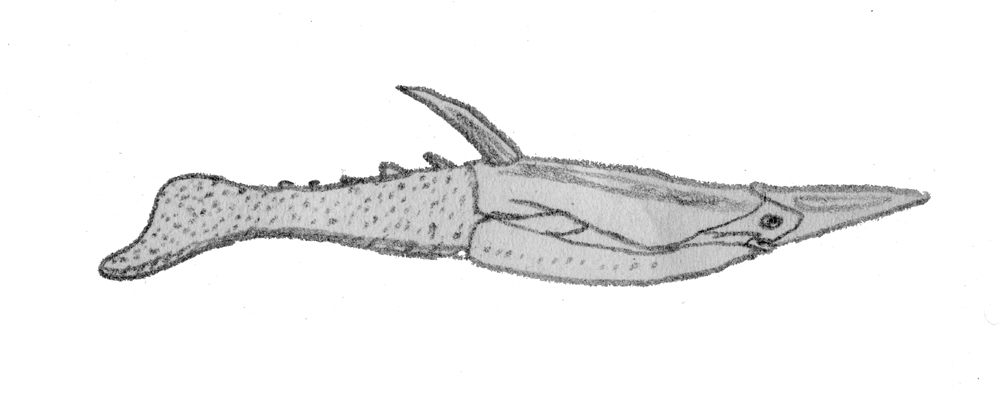
Croquis de Pteraspis (vue d’artiste).
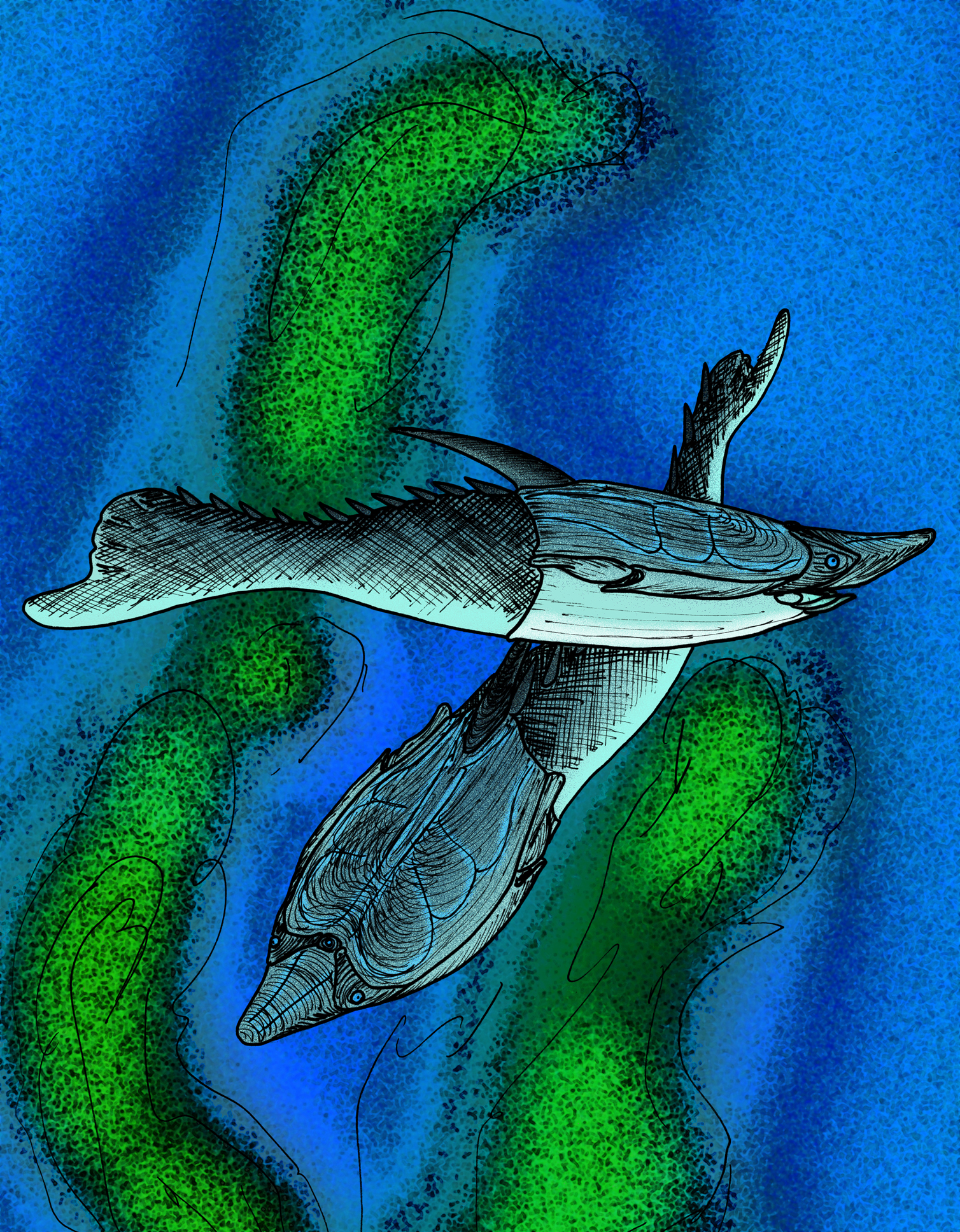
Reconstitution de Pteraspis rostrata.

## Classification
Le nom valide complet (avec auteur) de ce taxon est Pteraspis Kner, 1847.

## Étymologie
Le nom générique, Pteraspis, se compose des termes grec ancien πτερόν, pterón, « aile, nageoire… », et ἀσπίς, aspís, « bouclier ».

## Publication originale
- (de) Rudolf Kner, « Ueber die beiden Arten Cephalaspis Lloydii und Lewisii Agassiz und einige diesen zunächst stehenden Schalenreste », Naturwissenschaften Abhandlungen Wilhelm Haidingers, vol. 1,‎ 1847, p. 159-168 (lire en ligne, consulté le 14 décembre 2023).